# Adrijan Fegic
Adrijan Fegic (tudi Adriano Fegic), slovenski nogometaš in trener, * 16. september 1956, Postojna.
Fegic je nekdanji profesionalni nogometaš, ki je igral na položaju napadalca. Kariero je začel in končal pri Primorju, velik del kariere je igral za Rijeko v prvi jugoslovanski ligi, igral je tudi za francoske klube Nancy, Limoges in Dunkerque. Z Rijeko je osvojil jugoslovanski pokal v letih 1978 in 1979 ter balkanski pokal leta 1978 in drugo mesto leta 1979. V sezoni 1984/85 je bil najboljši klubski strelec, dosegel je tudi štiri gole v Pokalu UEFA, tudi dva za domačo zmago proti Real Madridu. Skupno je v prvi slovenski ligi odigral 72 tekem in dosegel 14 golov za Primorje, s katerim je osvojil drugo mesto v slovenskem pokalu leta 1996. 